# Eberhart Schubert
Eberhart Schubert (* 29. August 1927 in Reinsdorf (Sachsen); † 15. Februar 2020) war ein deutscher Betriebswirt und Hochschullehrer.

## Leben und Werk
Schubert studierte nach dem Schulabschluss, erlangte den Abschluss als Diplom-Betriebswirt und als Diplom-Versicherungssachverständiger und promovierte an der Universität Rostock 1955 zum Dr. oec. Nach seiner Habilitation 1957 wurde er Professor mit vollem Lehrauftrag und Direktor des Instituts für Rechnungswesen und Finanzen an der Technischen Universität Dresden.

## Schriften (Auswahl)
- Der progressive Leistungslohn, ein Mittel zur Steigerung der Arbeitsproduktivität. Rostock 1955.
- Strittige Probleme der Selbstkostenrechnung volkseigener Industriebetriebe. Rostock 1957.
- Plankostenrechnung im volkseigenen Maschinenbau. Berlin 1959.
- (mit Günther Kuhlmann): Kostenrechnung, Kostenabgrenzung, Fonds Technik. Berlin 1965.
- (mit Herbert Blätterlein): Betreuungsleistungen und Betreuungskosten. Berlin 1966.
- (mit Gerhard Pätzold): Absatzleistungen und Absatzkosten. Berlin 1967.
- (mit Gerhard Pätzold): Materialversorgungsleistungen und -kosten. Berlin 1972.